# Sancus
Sancus – w mitologii Rzymian bóstwo uświęcające przysięgi, przymierza i związki małżeńskie.

## Pochodzenie
Był jednym z najstarszych bóstw rzymskich pochodzenia sabińskiego. Właściwym jego imieniem miało być Semo Sancus. Niekiedy uważany za ojca eponima szczepu Sabinów – Sabosa, czczony był przez Sabinów jako ich prarodzic i bóg nieba, lecz także przez Umbrów, Wolsków i przypuszczalnie Etrusków. Językoznawcy zestawiają to sabińskie bóstwo z łac. Semenusem – bóstwem zasiewów, choć jego geneza i funkcje są kontrowersyjne.
Jako stare bóstwo italskie został pod imieniem Sancus przejęty w połowie V wieku p.n.e. przez Rzymian i połączony z kultem bóstwa zwanego Dius Fidius. W IV wieku p.n.e. po rozszerzeniu tytułu czczony był jako Semo Sancus Dius Fidius, zachowując dawną funkcję strażnika przysiąg. Liwiusz jako przykład podaje, że na rzecz Sancusa przeznaczono majątek pewnego Witruwiusza z Privernum, skazanego za zdradę i złamanie umowy przyjaźni z Rzymem. Za uzyskane ze sprzedaży jego dóbr pieniądze wykonano tarcze z brązu, które następnie umieszczono w świątyni bóstwa.      
W mitologii rzymskiej nie miał indywidualnego, związanego z nim mitu.

## Kult
Wiadomo, że w połowie IV stulecia p.n.e. miał swą świątynię na Kwirynale, wedle przekazów zbudowaną przez Tytusa Tacjusza. Czczony był również na wyspie na Tybrze. Jego święto obchodzono w nony czerwca. Inne jego sanktuarium znajdowało się w Welitrach na południowy wschód od Rzymu, poza tym oddawano mu cześć na wzgórzach dawniej zamieszkiwanych przez Sabinów. 
W późniejszym czasie Sancusa zaczęto utożsamiać z Herkulesem, a jako Diusa Fidiusa – także z Jowiszem.